# بردار بوزون
بوزون برداری یا بردار بوزون (انگلیسی: Vector boson) در فیزیک ذرات، بوزونی است که اسپین آن برابر یک است. بوزون‌های برداری که در مدل استاندارد به عنوان ذرات بنیادی در نظر گرفته می‌شوند، بوزون پیمانه‌ای، حامل نیروی فعل و انفعالات اساسی هستند: فوتون الکترومغناطیس، بوزون‌های W و Z از نیروی هسته‌ای ضعیف و گلئون‌های نیروی هسته‌ای قوی هستند. برخی از ذرات مرکب بوزون‌های برداری هستند، به عنوان مثال هر مزون بردار: (کوارک و آنتی کوارک). در طول دهه‌های ۱۹۷۰ و ۱۹۸۰، بوزون‌های بردار متوسط (بوزون‌های W و Z، که واسطه تعامل ضعیف هستند) توجه زیادی را در فیزیک ذرات جلب کردند.
بوزون شبه‌بردار بوزون برداری است که دارای برابری زوج (پاریته زوج) است، در حالی که بوزون‌های بردار «معمولی» دارای برابری فرد (پاریته فرد) هستند. هیچ بوزون اصلی شبه‌بردار وجود ندارد، اما مزون‌های شبه‌بردار وجود دارد

## بردار بوزون‌ها و هیگز
همانگونه که در نمودار فاینمن نشان داده شده‌است ذرات Z و W با بوزون هیگز برهمکنش دارند:

نمودار فاینمن همجوشی دو برهمکنش الکتروضعیف بردار بوزون هیگ هستند.
(در اینجا q نشانگر یک کوارک است، ذرات W و Z بردارهای بوزون هیگز برهمکنش الکتروضعیف هستند و H^{0} بوزون هیگز.) است.

نمودار فاینمن از همجوشی دو بوزون بردار ضعیف با یک بوزون اسکالر هیگز است؛ که این یک فرایند مهم در تولید بوزون‌های هیگز در شتاب‌دهنده‌های ذرات است.
(نماد q به معنای یک ذره کوارک است، W و Z بوزون‌های بردار برهمکنش الکتروضعیف هستند. H0 بوزون هیگز است)